# Love Crazy
Love Crazy is een Amerikaanse filmkomedie uit 1941 onder regie van Jack Conway.

## Verhaal
Op hun vierde trouwdag vieren Steve en Susan dit door hun eerste afspraakje opnieuw te beleven. Dit loopt echter uit de hand wanneer Steve voor zijn schoonmoeder moet zorgen en net op dat moment een ex van hem opduikt. Zijn schoonmoeder gaat vervolgens naar Susan en probeert haar ervan te overtuigen dat hij vreemdgaat. Daarom doet Steve alsof hij gek is geworden om zich er onder uit te kletsen.

## Rolverdeling
| Acteur            | Personage       |
| ----------------- | --------------- |
| William Powell    | Steve Ireland   |
| Myrna Loy         | Susan Ireland   |
| Gail Patrick      | Isobel Grayson  |
| Jack Carson       | Ward Willoughby |
| Florence Bates    | Mevrouw Cooper  |
| Sidney Blackmer   | George Renny    |
| Sig Ruman         | Dr. Wuthering   |
| Vladimir Sokoloff | Dr. Klugle      |
| Donald MacBride   | Grayson         |
| Sara Haden        | Cecilia Landis  |
| Kathleen Lockhart | Mevrouw Bristol |
| Fern Emmett       | Martha          |
| Joseph Crehan     | Rechter         |
| George Meeker     | DeWest          |
| Clarence Muse     | Robert          |